# MPEG-DASH
MPEG-DASH (ang. Dynamic Adaptive Streaming over HTTP) – standard strumieniowania materiałów filmowych pozwalający dostosować wyświetlane media (audio, wideo, napisy) do możliwości odtwarzacza i łącza oraz potrzeb użytkownika. Kluczowym elementem MPEG-DASH jest zapisany w formacie XML manifest zawierający metadane, czyli opis danych o mediach na serwerze. Manifest zawiera między innymi informacje o:
- wymaganej pojemności łącza (bitrate), dzięki czemu odtwarzacz może dostosować jakość filmu do jakości połączenia – dobre łącze – wysoka rozdzielczość, słabe łącze – płynne odtwarzanie przy niskiej rozdzielczości,
- kodekach,
- wersjach językowych, pozwalający np. wybrać audio we właściwej wersji językowej
- systemach DRM blokujących odtwarzanie przez nieautoryzowanych odbiorców.

MPEG DASH pozwala na strumieniowanie wideo na żywo dzięki serwowaniu materiału w postaci małych (kilkusekundowych) fragmentów audio/video.